# PFC CSKA Sofia
PFC CSKA Sofia (Bulgariska: ПФК ЦСКА София), fotbollsklubb i Sofia, Bulgarien. Klubben grundades officiellt 5 maj 1948. Fansen kräver att CSKA Sofia ska erkännas som AC-23's ersättare. CSKA Sofia är "armelaget" och AC-23 var "armelaget" före 1944. CSKA Sofia spelar sina matcher dessutom på AC-23's stadion "Army Road" ("Bulgarska Armiya")!

## Historia
CSKA Sofia (Bulgariska: Централен спортен клуб на армията) är en av de största fotbollsklubbarna i Bulgarien. CSKA Sofia har flest titlar och har haft flest landslagsspelare än någon annan klubb i Bulgarien.

## Meriter
- Bulgariska mästerskapen: 31
  - 1948, 1951, 1952, 1954, 1955, 1956, 1957, 1958, 1959, 1960, 1961, 1962, 1966, 1969, 1971, 1972, 1973, 1975, 1976, 1980, 1981, 1982, 1983, 1987, 1989, 1990, 1992, 1997, 2003, 2005, 2008
- Bulgariska cupen: 10
  - 1981, 1983, 1985, 1987, 1988, 1989, 1993, 1997, 1999, 2006
- Sovjetiska arméns cup: 13
  - 1951, 1954, 1955, 1961, 1965, 1969, 1972, 1973, 1974, 1985, 1986, 1989, 1990
- Bulgariska Supercupen: 4
  - 1989, 2006, 2008, 2011

## Placering senaste säsonger
| Säsong  | Nivå | Liga       | Placering | Referens | Notering |
| ------- | ---- | ---------- | --------- | -------- | -------- |
| 2016/17 | 1    | Parva liga | 2         | [ 1 ]    |          |
| 2017/18 | 1    | Parva liga | 2         | [ 2 ]    |          |
| 2018/19 | 1    | Parva liga | 2         | [ 3 ]    |          |
| 2019/20 | 1    | Parva liga | 2         | [ 4 ]    |          |
| 2020/21 | 1    | Parva liga | 3         | [ 5 ]    |          |
| 2021/22 | 1    | Parva liga | 2         | [ 6 ]    |          |
| 2022/23 | 1    | Parva liga | 2         | [ 7 ]    |          |
| 2023/24 | 1    | Parva liga | 3         | [ 8 ]    |          |